# Palazzo Ducale (Urbino)
(Baldassarre Castiglione, Il Cortegiano, I, 2)

Stemma della famiglia Da Montefeltro

Il Palazzo Ducale è il principale monumento della città di Urbino ed uno dei più interessanti esempi artistico-architettonici del Rinascimento italiano. È sede della Galleria nazionale delle Marche e del Museo del lapidario.
Il palazzo, di proprietà dello Stato Italiano, si trova al centro della città antica di Urbino, fiancheggiato da altri monumenti come la Cattedrale ed il Teatro Sanzio. È uno dei monumenti più visitati della regione ed è luogo di eventi museali, musicali ed artistici. Nel 2015 ha fatto registrare, insieme alla Galleria nazionale, 191 829 visitatori.

## Storia e descrizione
Il progetto più ambizioso di Federico da Montefeltro, uomo coltissimo e raffinato, fu la costruzione del Palazzo Ducale e di pari passo, la sistemazione urbanistica di Urbino, per farne la città "del principe". Prima degli interventi di Federico, la residenza ducale era un semplice palazzo sul colle meridionale, al quale si aggiungeva un vicino castellare, sull'orlo del dirupo verso la Porta Valbona.
Le origini del palazzo risalgono a quando il conte Antonio da Montefeltro, nonno di Federico, decise di stabilirsi di fronte al Duomo; fu suo figlio Guidantonio a far approntare un palazzetto il cui lato lungo corrispondeva sommariamente alla facciata lunga su piazza Rinascimento (futuro Appartamento della Jole). Si ha notizia di una serie di stanze affrescate e dei loro nomi, ma oggi è difficile associarle agli ambienti attuali.

### La prima fase: Maso di Bartolomeo

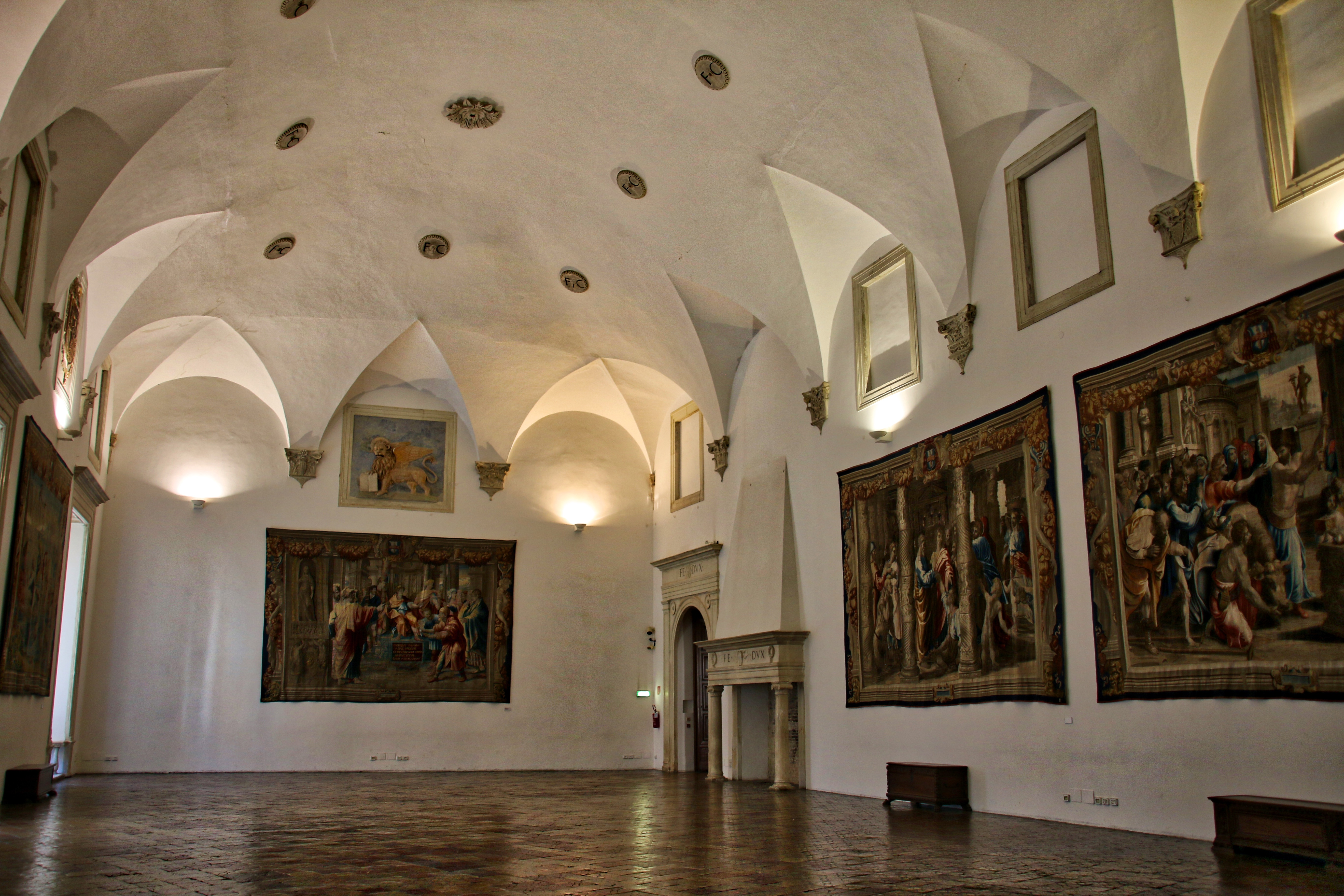
La sala del Trono.

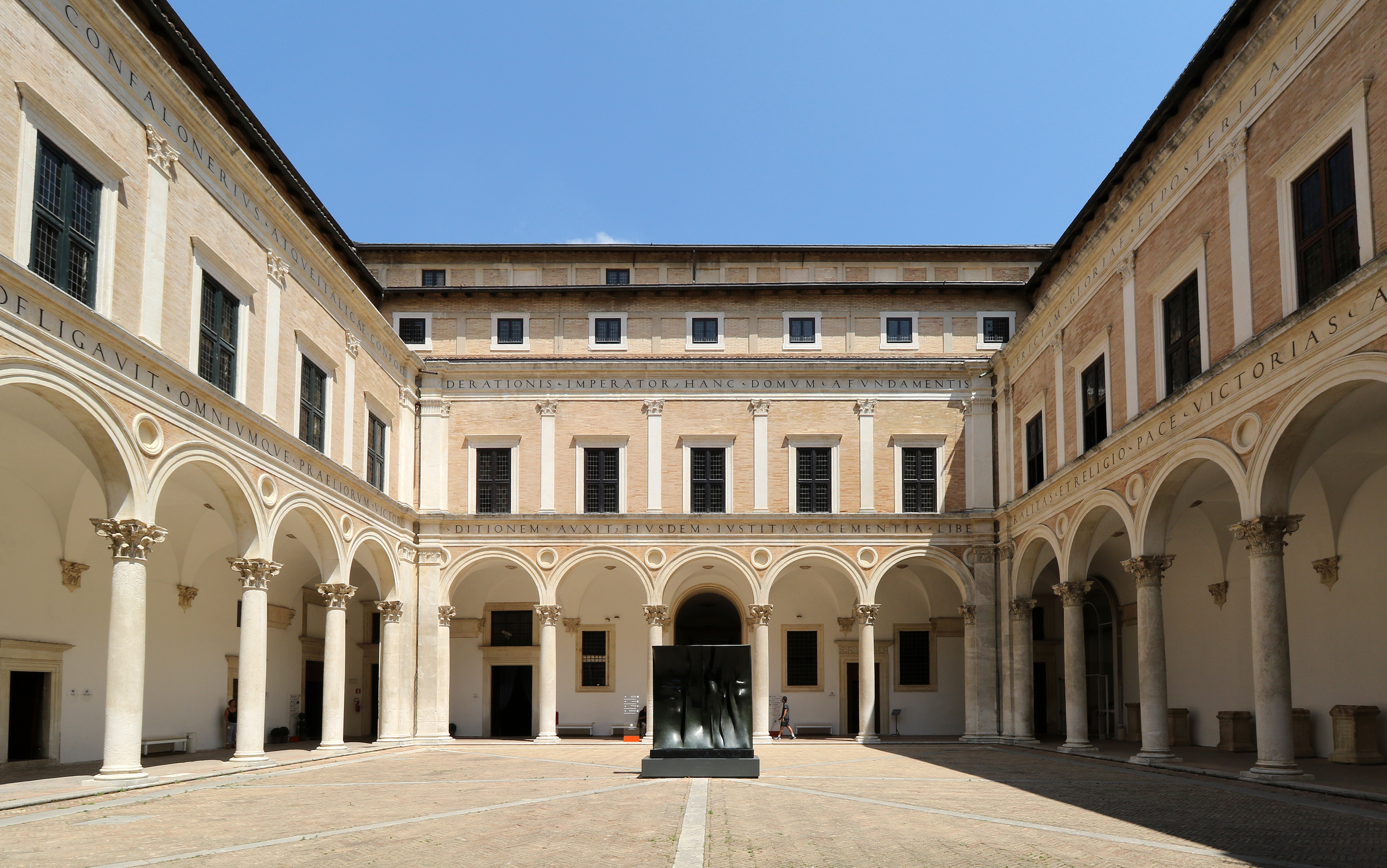
Il cortile

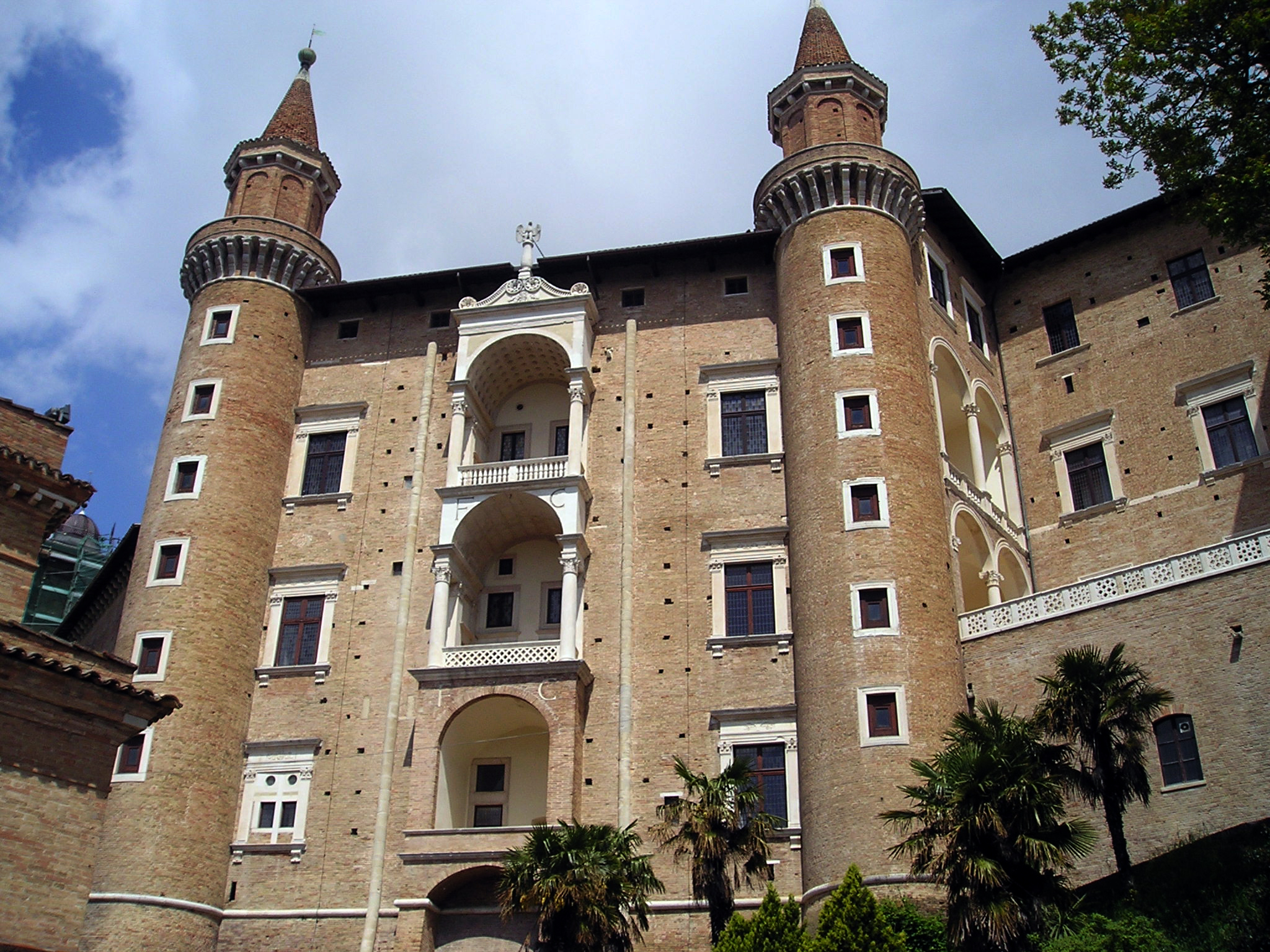
Facciata dei Torricini

Nel 1444 Federico da Montefeltro prese il potere e, dopo un decennio circa di assestamento finanziario, nel 1454 circa fece innanzitutto congiungere i due edifici ducali antichi, chiamando architetti fiorentini (capeggiati da Maso di Bartolomeo, di formazione brunelleschiana) che edificassero un palazzo intermedio. Il risultato, nel corso di dieci anni, fu il palazzetto della Jole, a tre piani, in stile austero, semplice e tipicamente toscano. A ciò si aggiunse l'appartamento dei Melaranci e un abbozzo del cortile. L'interno venne decorato con alcuni sobri accenti antichizzanti negli arredi, come nei fregi e nei camini, incentrati sulla celebrazione di Ercole e delle virtù belliche.

### La seconda fase: Luciano Laurana
Dopo il 1462, la sconfitta di Sigismondo Malatesta nella battaglia del Cesano e l'acquisizione di Fano e Senigallia (1463), aumentarono le entrate di Federico, che divenne anche capitano generale e arbiter della lega italiana.
In quel periodo il progetto del palazzo venne mutato, "con l'intenzione di superare tutte le residenze principesche d'Italia", e farne anche sede amministrativa e luogo dove ospitare personaggi illustri. Dal 1464 circa e fino al 1472 i lavori passarono a un nuovo architetto, il dalmata Luciano Laurana, del quale resta una Patente rilasciata dal Duca il 10 giugno 1468 con una dichiarazione d'intenti programmatica (in cui l'architetto è chiamato "ingegnero"). L'architetto, che nel 1465 si trovava a Pesaro, venne forse suggerito da Leon Battista Alberti, che l'aveva conosciuto a Mantova.
Fulcro del nuovo assetto fu il vasto cortile porticato, che raccordava gli edifici precedenti. Il cortile ha forme armoniose e classiche, con un portico con archi a tutto sesto, oculi e colonne corinzie al pian terreno, mentre il piano nobile è scandito da lesene e finestre architravate. Lungo i primi due marcapiano corrono iscrizioni in capitali romane, il carattere epigrafico classico, così come classici, per la precisione copiati da esemplari flavi, sono i capitelli. Inoltre Laurana fortificò il palazzo e la città, usando mura oblique, in modo che i cannoni non le potessero abbattere, e altri stratagemmi militari.
Il Laurana realizzò inoltre lo Scalone d'onore, la Biblioteca, la Sala degli Angeli, la Sala delle Udienze, le Soprallogge, la zona sacra con lo studiolo e le cappelline.
Da questo nucleo il palazzo venne poi dilatato verso la città e in direzione opposta. La facciata verso la città ebbe una forma "a libro aperto" (a "L") su piazzale Duca Federico, che venne appositamente sistemato da Francesco di Giorgio Martini e in seguito chiuso sul lato nord dalla fiancata del duomo. Il palazzo diventava così il fulcro del tessuto urbano senza operare strappi e sottomettendo, con la sua presenza, anche la vicina autorità religiosa.

#### I torricini
Il fronte a strapiombo su Valbona venne invece completato con la cosiddetta "facciata dei Torricini", leggermente ruotata verso ovest rispetto agli assi ortogonali del palazzo. Deve il suo nome alle due torri che affiancano la facciata alta e stretta, ma ingentilita al centro dal ritmo ascensionale di tre logge sovrapposte, che ripetono ciascuna lo schema dell'arco di trionfo, ispirato probabilmente all'arco di Castel Nuovo a Napoli di Don Ferrante d'Aragona, del quale Federico era comandante generale. La facciata dei Torricini non guarda verso l'abitato ma verso l'esterno, per questo fu possibile una maggiore libertà stilistica, senza doversi curare dell'integrazione con edifici antecedenti, inoltre la sua presenza imponente è ben visibile anche da lontano, come simbolo del prestigio ducale. Interessante è anche il colore del materiale laterizio impiegato, che segue la tradizione marchigiana, da Marina Foschi definita "luminosa e levigata", diversa sia da quella emiliana "ferrigna e chiaroscurata" sia dal particolare rosso forlivese ("color cotto chiaro, intenso e pur così trasparente".) tipico della, territorialmente più vicina, città romagnola.

### La terza fase: Francesco di Giorgio Martini

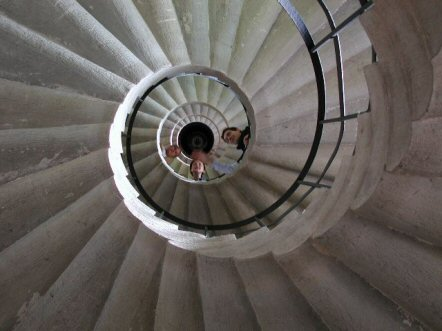
La rampa elicoidale, vista dal basso

Nel 1472, alla partenza del Laurana per Napoli, subentrò nella direzione dei lavori Francesco di Giorgio, che iniziò un nuovo sviluppo, anche in seguito alla nomina di Federico come duca e gonfaloniere della Chiesa da parte di Sisto IV. Francesco, che lavorò fino alla morte di Federico (1482) e anche oltre, sotto il reggente Ottaviano degli Ubaldini e sotto Guidobaldo da Montefeltro, completò ampie porzioni del palazzo, nonostante i mille impegni in cui era richiesto (le rocche nel territorio, il Palazzo Ducale di Gubbio, le chiese di Urbino). Terminò la facciata a "L" su piazza Rinascimento, curò gli spazi privati (decorazioni di finestre, camini, architravi, capitelli), gli impianti idrici, le logge, la Terrazza del Gallo, il Bagno del Duca, il giardino pensile e forse il secondo piano del cortile, oltre al raccordo con le strutture sottostanti fuori le mura. Ai piedi del dirupo si trovava infatti un ampio spiazzo, detto "Mercatale" poiché sede di mercato, dove Francesco di Giorgio creò la rampa elicoidale, che permetteva a carri e cavalli di raggiungere il palazzo e la "Data" (o "Orto dell'Abbondanza"), nonché le grandi scuderie e stalle poste a metà altezza, nel seminterrato.
Straordinarie sono le invenzioni di Francesco di Giorgio, spesso slegate da rigidi schemi simmetrici. Incompiuto fu il Giardino del Pasquino, dove doveva trovarsi il mausoleo ducale, eretto poi nella chiesa di San Bernardino.
Negli spazi interni curati da Francesco di Giorgio, sotto la cui direzione operò lo scultore milanese Ambrogio Barocci, si nota un cambiamento di gusto, improntato a una decorazione più sontuosa e più astratta. All'interno l'arredo era curatissimo e fastoso, con cuoi dorati e arazzi alle pareti che oggi sono completamente dispersi nei musei del mondo. Un'eccezione è lo Studiolo, giunto quasi intatto. A questo periodo risale la presenza delle sigle F D o FE DUX ("Federico Duca"), che in alcuni casi sostituirono con opportune stuccature le precedenti F C ("Federico Conte"). L'intervento dell'artista senese si caratterizzò soprattutto per lo spiccato senso pittorico e scultoreo delle decorazioni, unito a una forte capacità di sintesi e di adattamento pratico, come dimostra il riutilizzo degli ordini classici e delle forme all'antica nelle nuove parti in maniera abbreviata.
Nonostante le differenze il palazzo riuscì nell'intento quasi miracoloso di coniugare con equilibrio le varie parti in un complesso asimmetrico, impostato dalle irregolarità del terreno e degli edifici preesistenti, dove però il rigore delle singole parti bilancia la mancanza di un progetto unitario.

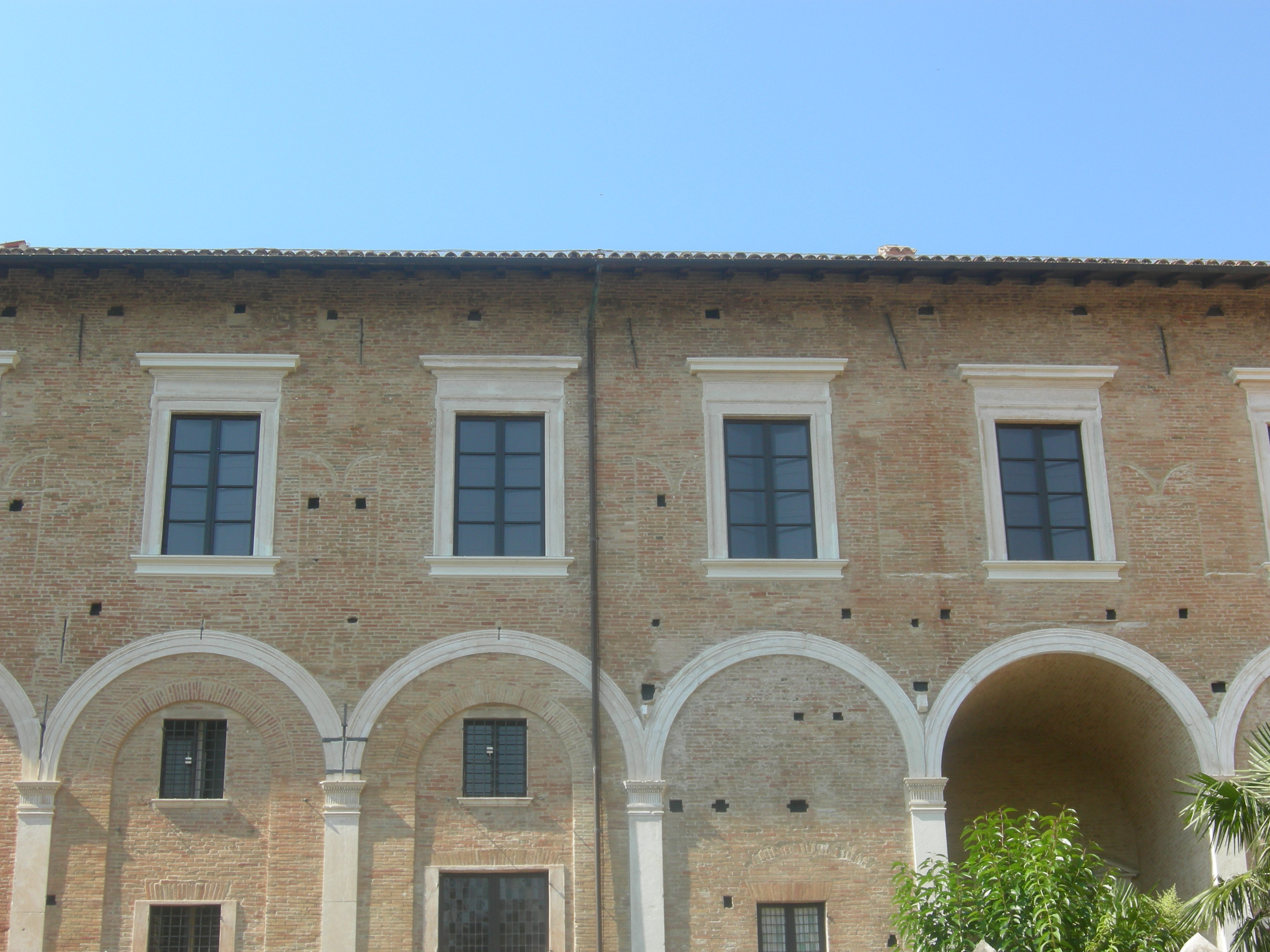
Alcune tracce delle antiche merlature e degli archi tamponati, verso il cortile del Pasquino

### La fase roveresca

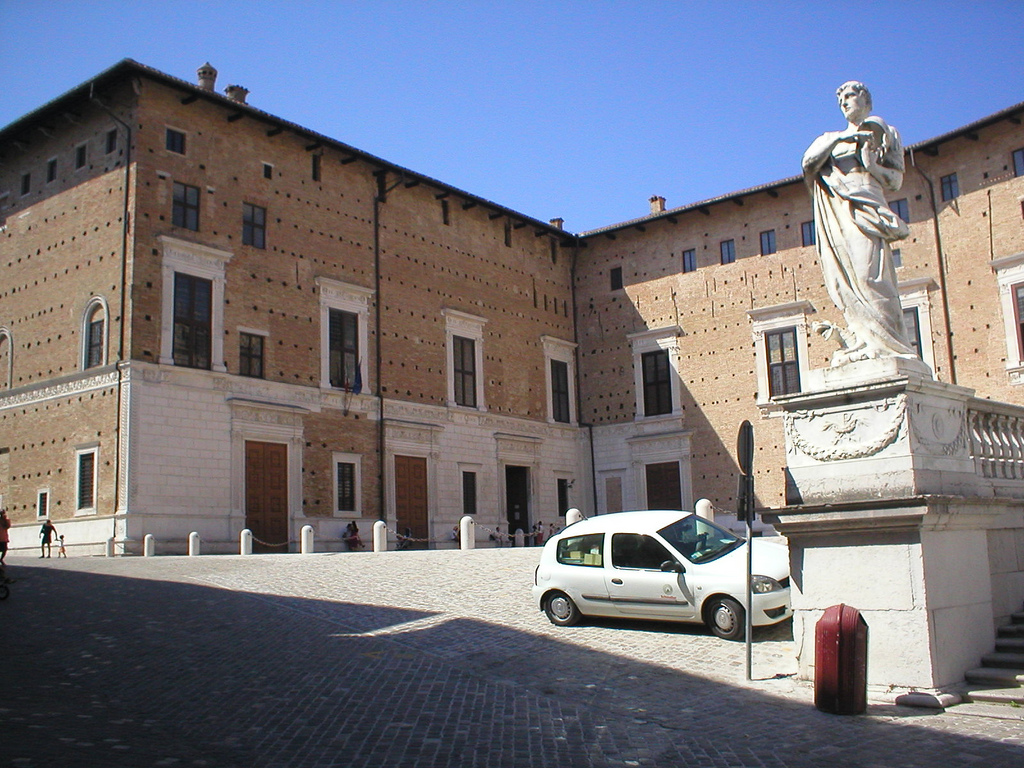
La facciata incompiuta su piazza Duca Federico

Nella prima metà del Cinquecento vennero eseguiti ulteriori incrementi architettonici, dopo il disinteresse per il palazzo del primo duca Della Rovere, Francesco Maria I. L'architetto completò il secondo piano (anni 1560) ed eliminò la merlatura di gusto medievale presente nella parte superiore del palazzo, modificando così il progetto originario. Si ottenne così un nuovo appartamento al secondo piano e vennero costruite anche alcune sale sopra le terrazze a mezzogiorno, per mano dell'architetto Filippo Terzi e decorate con soffitti dai fastosi stucchi dello scultore Federico Brandani.

### Storia recente
Nel 1631 fu sede del Legato apostolico, che rappresentava il pontefice, e mantenne tale uso fino all'acquisizione da parte del Regno d'Italia. Nel XVII secolo fu allestito in una sala del piano terra (fino alla seconda metà del XIX secolo), il teatro dell'Accademia dei Pascolini, unico teatro cittadino fino all'inaugurazione del Teatro Sanzio. 
Le sale dell'appartamento del duca (primo piano), tra il 1717 ed il 1718, furono sistemate per ospitare Giacomo Stuart (pretendente cattolico al trono inglese) ed il suo seguito, durante l'esilio.
Una parte del palazzo, finché non divenne monumento nazionale (verso il 1889), ospitò anche il carcere giudiziario; inoltre, fino al XIX secolo, il palazzo ospitò anche il tribunale (secondo piano), il magazzino dei Sali e Tabacchi, l'archivio notarile ed il Monte di Pietà (piano terra).
Nel 1886 si conclusero lavori di consolidamento e di restauro integrativo, affidati al bolognese Raffaele Faccioli, in collaborazione con lo scultore perugino Giuseppe Frenguelli.
Nell'appartamento del duca s'insediò l'Accademia Raffaello, dalla fondazione (1869) fino agli anni dieci del XX secolo. Dal 1889 al 1997 il palazzo ha ospitato la Scuola del Libro. 
Dal 2013 il Palazzo ha ricevuto una serie di interventi di consolidamento e di restauro delle parti interne lapidee. Alcuni di questi interventi sono stati realizzati anche grazie ai fondi del Gioco del Lotto, in base a quanto regolato dalla legge 662/96.

## Lo Studiolo
Di notevole interesse è il famoso Studiolo di Federico da Montefeltro, splendida opera di trompe-l'œil dove restano alcune delle più famose tarsie lignee del Rinascimento.

## Galleria nazionale delle Marche
La splendida cornice architettonica degli interni creati dal Laurana, ospita una delle più belle ed importanti collezioni d'arte del Rinascimento italiano. Sono presenti splendide pitture di artisti quali Raffaello, Piero della Francesca di cui spicca la famosa Flagellazione di Cristo, Paolo Uccello, Tiziano e Melozzo da Forlì.

## Note

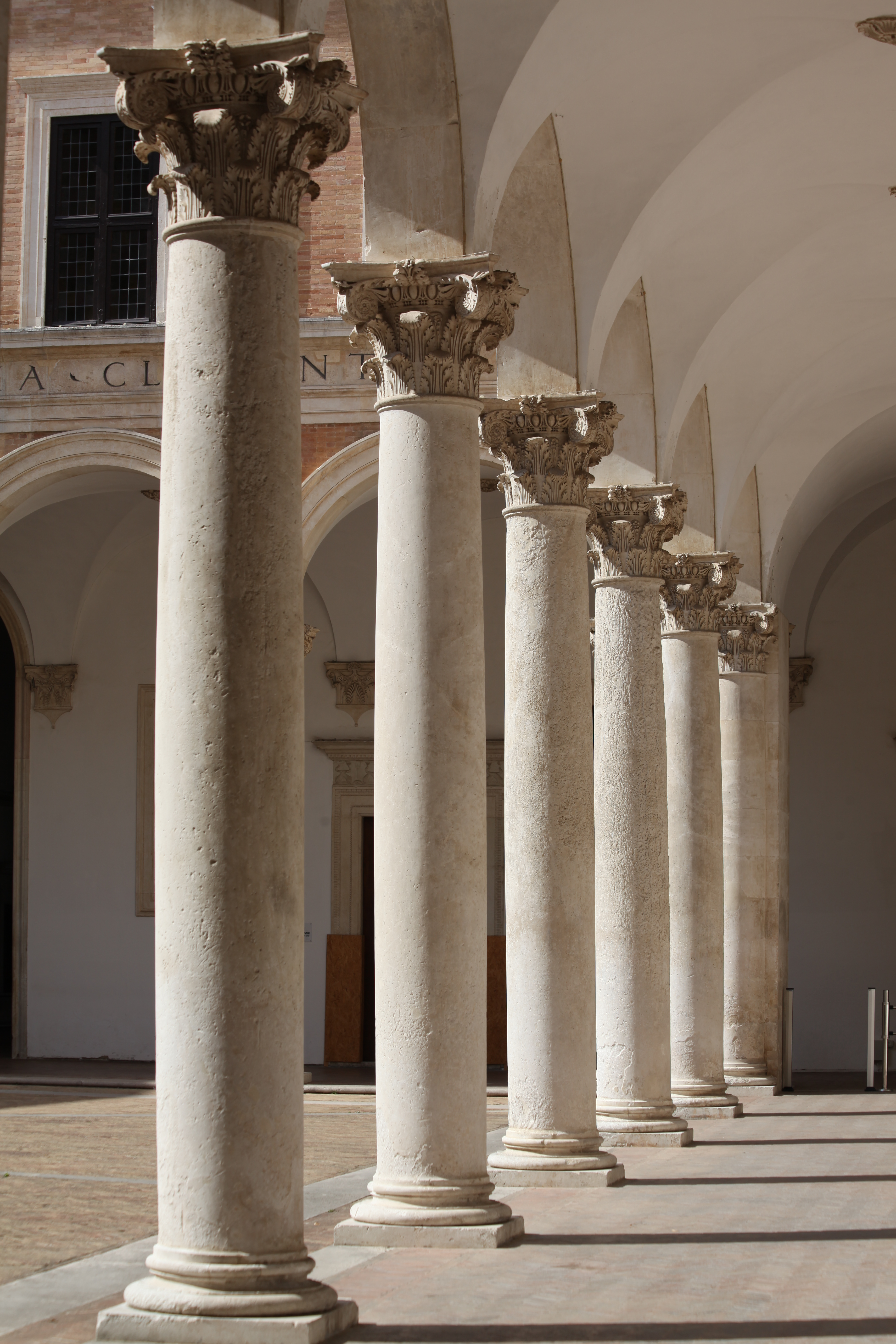
Peristilio a cinta del chiostro

## Bibliografia

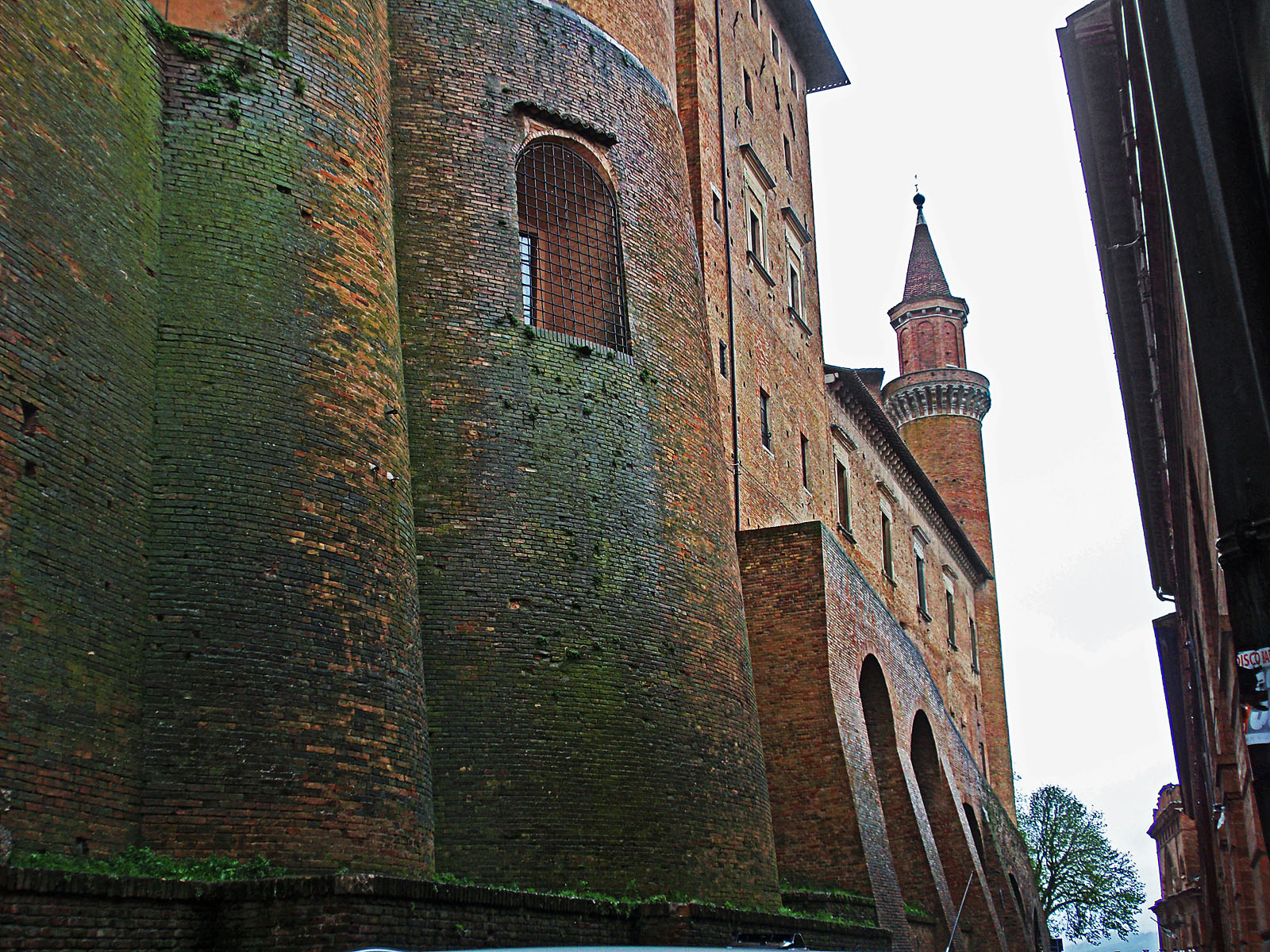
Corso Giuseppe Garibaldi, Palazzo Ducale